# Bundesautobahn 23
L'autostrada tedesca A 23, in tedesco Bundesautobahn 23 è un'autostrada che corre nella parte nord della Germania con un percorso dalla lunghezza di 96 km attraverso lo Schleswig-Holstein per giungere ad Amburgo dove si unisce alla A 7.
Corre per buona parte parallela alla strada federale 5 e, nel tratto nelle vicinanze di Itzehoe, è da tempo interessata a lavori per la costruzione del nuovo Störbrücke.

## Percorso
| BAB 23 |           |                            |      |                |                |
| Tipo   | n° uscita | Indicazione                | km   | Corrispondenze | Strada europea |
|        |           | Inizio Autostrada          | 96,0 |                |                |
|        | 2         | Heide West                 | 95,2 |                |                |
|        | 3         | Heide Sud                  | 91,2 |                |                |
|        | 4         | Albersdorf                 | 77,0 |                |                |
|        | 5         | Schafstedt                 | 71,3 |                |                |
|        | 6         | Hanerau - Hademarschen     | 66,4 |                |                |
|        | 7         | Schenefeld                 | 60,0 |                |                |
|        | 8         | Itzehoe Nord               | 51,0 |                |                |
|        |           | Tratto in costruzione      |      |                |                |
|        | 10        | Itzehoe Sud                | 43,1 |                |                |
|        | 11        | Lagerdorf                  | 39,2 |                |                |
|        | 12        | Hohenfelde                 | 35,0 |                |                |
|        | 13        | Horst - Elmshorn           | 28,5 |                |                |
|        | 14        | Elmshorn                   | 20,8 |                |                |
|        | 15        | Tornesch                   | 16,6 |                |                |
|        | 16        | Pinneberg Nord             | 11,5 |                |                |
|        | 17        | Pinneberg Mitte            | 8,3  |                |                |
|        | 18        | Pinneberg Sud              | 7,6  |                |                |
|        | 19        | Halstenbek - Rellingen     | 6,2  |                |                |
|        | 20        | Halstenbek - Krupunder     | 3,6  |                |                |
|        | 21        | Hamburg Eidelstedt         | 1,0  |                |                |
|        | 22        | Trivio di Hamburg Nordwest | 0,5  |                |                |